# ミスズシャルダン
ミスズシャルダン（欧字名:Misuzu Chardon、1995年3月11日- 2015年10月9日）は、日本の競走馬、種牡馬。主な勝ち鞍に2001年の小倉大賞典。
引退後に種牡馬となり、わずか9頭の産駒の中から小倉記念覇者のサンレイジャスパーを出した。

## 競走馬時代
デビューは1998年の7月と遅く、横山典弘とのコンビで未勝利戦よりデビューするも3着となったが、2戦目に未勝利戦を勝つと、続く500万下、格上挑戦となるしらかばステークス（1600万下）と3連勝を果たす。しかし、ここで約1年間の休養を挟むことになる。
1999年はHBC杯より始動。1番人気に支持されたものの2着に敗れたが、白井特別を蛯名正義とのコンビで勝利。再度の格上挑戦にして重賞初出走となる京都大賞典へ臨むこととなった。ここでは安藤勝己が騎乗することとなり、当日は5番人気に推される。そして結果は単勝1.8倍の1番人気スペシャルウィークが7着大敗、4番人気のツルマルツヨシが勝利するという波乱になった。ミスズシャルダンは人気通りの5着であったが、スペシャルウィークと6着のステイゴールドに先着している。その後年内は1600万下条件戦に1番人気で2度挑み、1戦目のドンカスターステークスはメイショウドトウの3着に敗れるも、2戦目のゴールデンホイップトロフィーでは勝利しこの年のレースを終えた。
2000年は中山金杯より始動するもジョービッグバンの2着。さらに京都記念、日経賞とGIIを2戦するも4着となる。1番人気で出走したオーストラリアトロフィー（OP）でも6番人気だったポートブライアンズにクビ差屈し2着となり、ここで再び7ヶ月ほどの休養を挟むこととなる。
2001年は万葉ステークス（OP）より始動、1番人気に支持されたがトシザブイの3着となる。そして続く小倉大賞典に出走。ここでは2番人気に支持されたが、2年後にこのレースを勝つマイネルブラウをクビ差退け勝利。自身初の重賞初制覇となったほか、鞍上のミルコ・デムーロの国内での重賞初制覇でもあった。このレースを最後に引退となったが、生涯1度も掲示板を外すことのない堅実な走りを見せ続けた。

## 競走成績
以下の内容は、netkeiba.comおよびJBISサーチに基づく。
| 競走日     | 競馬場 | 競走名              | 格       | 距離（馬場）  | 頭 数 | 枠 番 | 馬 番 | オッズ （人気） | 着順 | タイム （上り3F） | 着差 | 騎手          | 斤量 [kg] | 1着馬（2着馬）         | 馬体重 [kg] |
| ---------- | ------ | ------------------- | -------- | ------------- | ----- | ----- | ----- | --------------- | ---- | ----------------- | ---- | ------------- | --------- | ---------------------- | ----------- |
| 1998.07.04 | 函館   | 4歳未勝利           |          | 芝2000m（良） | 12    | 8     | 12    | 019.70（6人）   | 03着 | R2:04.2（36.5）   | -0.5 | 0横山典弘     | 55        | オースミタイカン       | 446         |
| 0000.07.18 | 函館   | 4歳未勝利           |          | 芝1800m（良） | 14    | 8     | 13    | 002.90（2人）   | 01着 | R1:51.4（35.1）   | -0.6 | 0横山典弘     | 55        | （ニッポーキャプテン） | 444         |
| 0000.08.02 | 函館   | 4歳上500万下        |          | 芝2000m（良） | 16    | 3     | 5     | 002.50（1人）   | 01着 | R2:03.5（36.9）   | -0.1 | 0横山典弘     | 55        | （スカラシップ）       | 442         |
| 0000.08.29 | 札幌   | しらかばS           | 1600万下 | 芝2600m（稍） | 9     | 3     | 3     | 005.90（2人）   | 01着 | R2:44.2（35.2）   | -0.3 | 0横山典弘     | 52        | （エーピーランド）     | 434         |
| 1999.08.21 | 札幌   | HBC杯               | 900万下  | 芝1800m（良） | 12    | 4     | 4     | 003.60（1人）   | 02着 | R1:48.6（36.2）   | -0.1 | 0横山典弘     | 57        | ペイストリーシェフ     | 450         |
| 0000.09.18 | 中山   | 白井特別            | 900万下  | 芝2000m（良） | 13    | 2     | 2     | 002.20（2人）   | 01着 | R2:01.7（35.9）   | -0.1 | 0蛯名正義     | 57        | （シンコウシングラー） | 446         |
| 0000.10.10 | 京都   | 京都大賞典          | GII      | 芝2400m（良） | 10    | 1     | 1     | 017.40（5人）   | 05着 | R2:24.8（35.0）   | -0.5 | 0安藤勝己     | 57        | ツルマルツヨシ         | 450         |
| 0000.11.14 | 京都   | ドンカスターS       | 1600万下 | 芝1800m（良） | 11    | 1     | 1     | 001.50（1人）   | 03着 | R1:47.0（33.8）   | -0.1 | 0蛯名正義     | 57        | メイショウドトウ       | 456         |
| 0000.12.05 | 阪神   | ゴールデンホイップT | 1600万下 | 芝2000m（良） | 14    | 4     | 6     | 001.50（1人）   | 01着 | R2:01.2（35.1）   | -0.0 | 0J.シャヴェス | 58        | （エリモツインクル）   | 460         |
| 2000.01.05 | 中山   | 中山金杯            | GIII     | 芝2000m（良） | 13    | 6     | 9     | 004.20（2人）   | 02着 | R2:01.6（35.6）   | -0.2 | 0的場均       | 56        | ジョービッグバン       | 460         |
| 0000.02.20 | 京都   | 京都記念            | GII      | 芝2200m（良） | 11    | 8     | 10    | 006.50（4人）   | 04着 | R2:14.0（34.6）   | -0.2 | 0M.デムーロ   | 57        | テイエムオペラオー     | 456         |
| 0000.03.26 | 中山   | 日経賞              | GII      | 芝2500m（良） | 10    | 3     | 3     | 008.70（3人）   | 04着 | R2:36.0（35.5）   | -0.6 | 0河内洋       | 57        | レオリュウホウ         | 452         |
| 0000.04.22 | 京都   | オーストラリアT     | OP       | 芝2000m（良） | 11    | 3     | 3     | 001.90（1人）   | 02着 | R1:59.2（35.0）   | -0.0 | 0河内洋       | 57        | ポートブライアンズ     | 448         |
| 2001.01.08 | 京都   | 万葉S               | OP       | 芝3000m（稍） | 10    | 6     | 6     | 003.90（1人）   | 03着 | R3:09.1（35.3）   | -0.4 | 0M.デムーロ   | 56        | トシザブイ             | 466         |
| 0000.02.04 | 小倉   | 小倉大賞典          | GIII     | 芝1800m（稍） | 16    | 3     | 6     | 004.50（2人）   | 01着 | R1:49.5（38.0）   | -0.0 | 0M.デムーロ   | 56        | （マイネルブラウ）     | 466         |

## 種牡馬時代
引退後は静内町の岡野牧場で種牡馬入りする。2001年から2002年の間に12頭に種付けし、9頭が血統登録された。2003年3月付で用途変更となったあとも岡野牧場で功労馬として過ごし、2004年12月より引退名馬繋養展示事業の助成対象となる。その後、2015年10月9日に死亡。20歳没。
2005年に中央競馬でデビューしたサンレイジャスパーはデビューから2連勝を飾り、その後はしばらく1000万下で勝ちきれない競馬が続いたものの、2006年のマーメイドステークス、新潟記念、府中牝馬ステークスで2着となり、エリザベス女王杯でも7着となる。その後2007年のマーメイドステークスでも2着となったあと、6番人気で挑んだ小倉記念を勝利。産駒の重賞初制覇を果たした。なお、産駒の中央競馬における4勝はいずれもサンレイジャスパーの勝利である。

### 主な産駒
- 2002年産
  - サンレイジャスパー（小倉記念、マーメイドステークス2着2回、新潟記念2着、府中牝馬ステークス2着）

## 血統表
| ミスズシャルダンの血統            | ミスズシャルダンの血統                                | ミスズシャルダンの血統            | （血統表の出典）                    | （血統表の出典）                    |
| 父系                              | グレイソヴリン系                                      | グレイソヴリン系                  | グレイソヴリン系                    | [ § 2 ]                             |
| 父 *トニービン Tony Bin 1983 鹿毛 | 父の父*カンパラ Kampala 黒鹿毛 1976                   | Kalamoun                          | *ゼダーン Zeddaan                   | *ゼダーン Zeddaan                   |
| 父 *トニービン Tony Bin 1983 鹿毛 | 父の父*カンパラ Kampala 黒鹿毛 1976                   | Kalamoun                          | Khairunissa                         |                                     |
| 父 *トニービン Tony Bin 1983 鹿毛 | 父の父*カンパラ Kampala 黒鹿毛 1976                   | State Pension                     | *オンリーフォアライフ Only For Life | *オンリーフォアライフ Only For Life |
| 父 *トニービン Tony Bin 1983 鹿毛 | 父の父*カンパラ Kampala 黒鹿毛 1976                   | State Pension                     | Lorelei                             |                                     |
| 父 *トニービン Tony Bin 1983 鹿毛 | 父の母Severn Bridge 1965 栗毛                         | Hornbeam                          | Hyperion                            | Hyperion                            |
| 父 *トニービン Tony Bin 1983 鹿毛 | 父の母Severn Bridge 1965 栗毛                         | Hornbeam                          | Thicket                             |                                     |
| 父 *トニービン Tony Bin 1983 鹿毛 | 父の母Severn Bridge 1965 栗毛                         | Priddy Fair                       | Preciptic                           | Preciptic                           |
| 父 *トニービン Tony Bin 1983 鹿毛 | 父の母Severn Bridge 1965 栗毛                         | Priddy Fair                       | Campanette                          |                                     |
| 母 ゴールドユウマ 1986 黒鹿毛     | 母の父*ブレイヴェストローマン Bravest Roman 1972 鹿毛 | Never Bend                        | Nasrullah                           | Nasrullah                           |
| 母 ゴールドユウマ 1986 黒鹿毛     | 母の父*ブレイヴェストローマン Bravest Roman 1972 鹿毛 | Never Bend                        | Lalun                               |                                     |
| 母 ゴールドユウマ 1986 黒鹿毛     | 母の父*ブレイヴェストローマン Bravest Roman 1972 鹿毛 | Roman Song                        | Roman                               | Roman                               |
| 母 ゴールドユウマ 1986 黒鹿毛     | 母の父*ブレイヴェストローマン Bravest Roman 1972 鹿毛 | Roman Song                        | Quiz Song                           |                                     |
| 母 ゴールドユウマ 1986 黒鹿毛     | 母の母ヤマトシャルダン 1973 鹿毛                      | *セダン Sedan                     | Prince Bio                          | Prince Bio                          |
| 母 ゴールドユウマ 1986 黒鹿毛     | 母の母ヤマトシャルダン 1973 鹿毛                      | *セダン Sedan                     | Staffa                              |                                     |
| 母 ゴールドユウマ 1986 黒鹿毛     | 母の母ヤマトシャルダン 1973 鹿毛                      | リンダセニヨリータ                | *ヒンドスタン Hindostan             | *ヒンドスタン Hindostan             |
| 母 ゴールドユウマ 1986 黒鹿毛     | 母の母ヤマトシャルダン 1973 鹿毛                      | リンダセニヨリータ                | ワカシラオキ                        |                                     |
| 母系(F-No.)                       | フロリースカツプ(GB)系(FN:F3-l)                       | フロリースカツプ(GB)系(FN:F3-l)   | フロリースカツプ(GB)系(FN:F3-l)     | [ § 3 ]                             |
| 5代内の近親交配                   | Nasrullah M4×S5、Prince Bio M4×S5                     | Nasrullah M4×S5、Prince Bio M4×S5 | Nasrullah M4×S5、Prince Bio M4×S5   | [ § 4 ]                             |
| 出典                              | 1. 2. 3. 4.                                           | 1. 2. 3. 4.                       | 1. 2. 3. 4.                         | 1. 2. 3. 4.                         |

- 叔父に、1982年のサンケイ大阪杯などを制したサンエイソロンがいる。